# Germanische Leibwache

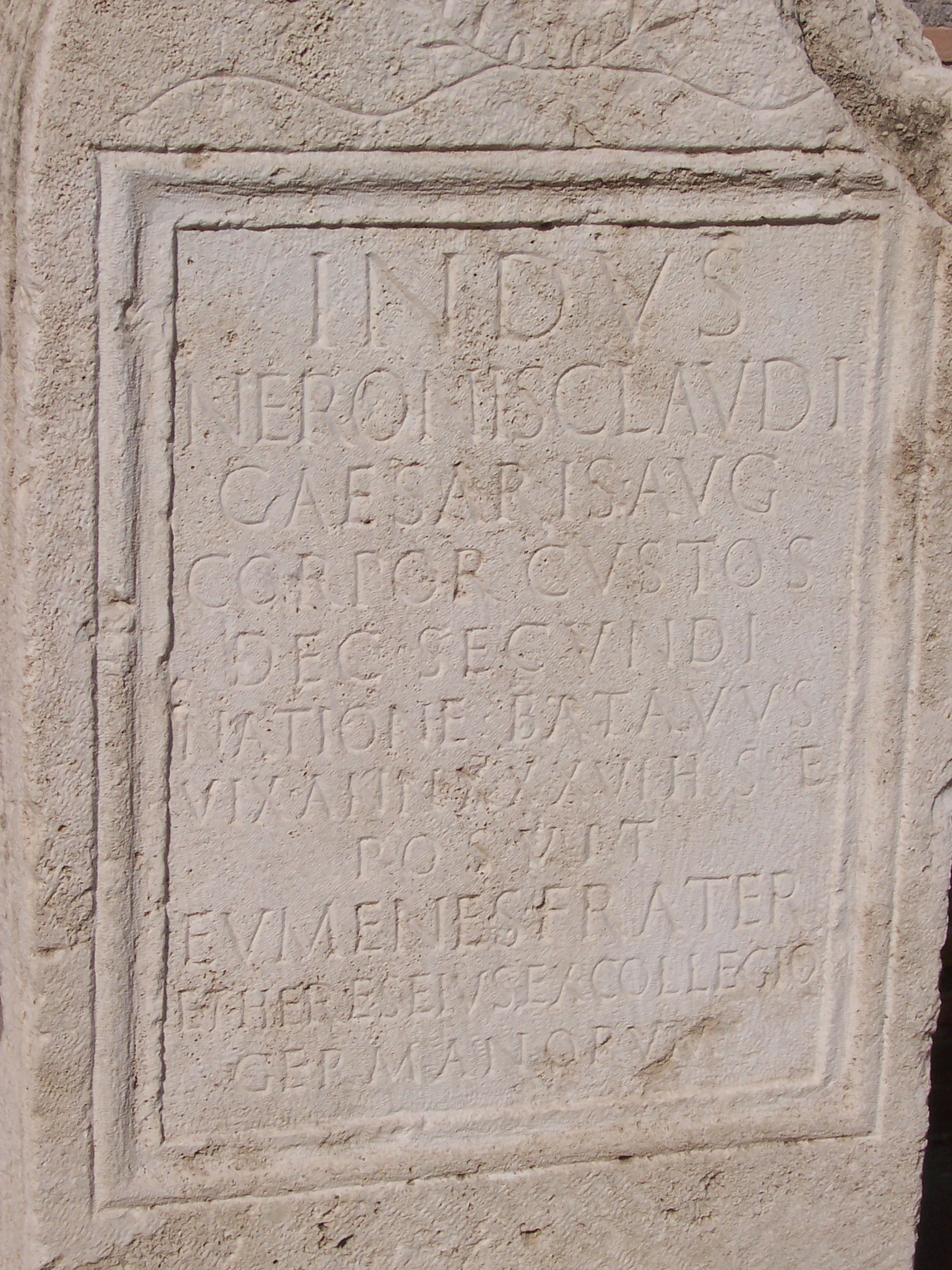
Grabstein des germanischen Leibwächters Indus

Die germanische Leibwache (lateinisch Germani corporis custodes, in den literarischen Quellen auch numerus Batavorum oder cohors Germanorum) war neben den Prätorianern eine zusätzliche, persönliche Leibwache der frühen römischen Kaiser von Augustus bis Galba. Bereits Gaius Iulius Caesar hatte eine germanische Leibwache besessen.
Die Angehörigen dieser Garde wurden vor allem aus dem germanischen Stamm der Bataver rekrutiert, daneben auch aus den Ubiern. Über ihre Organisation ist nur wenig bekannt; inschriftlich ist der (Unter-)Offiziersdienstgrad eines Decurio überliefert. Die Stärke der vorwiegend berittenen Truppe betrug vermutlich 500 Mann und war in Turmae gegliedert; sie könnte nach einer Verstärkung unter Caligula bis zu 1000 Mann betragen haben. Die Unterkunft der Germani corporis custodes war eventuell in der Nähe der horti Dolabellae, im heutigen römischen Stadtteil Trastevere verortet gewesen.
Die germanische Leibwache galt als loyal und zuverlässig. Kaiser wie Nero vertrauten den Germanen insbesondere wegen ihrer nichtrömischen Herkunft.
Die Leibwache wurde nach der Varusschlacht kurzzeitig und von Galba im Jahre 68 endgültig aufgelöst, da diese sich im Zusammenhang mit Neros Untergang dem Kaiser gegenüber als illoyal gezeigt hatte und somit auch für den Thronfolger nicht mehr als absolut verlässlich angesehen werden konnte. Die unehrenhafte Entlassung hatte für die Angehörigen der germanischen Leibwache die Streichung des Entlassungsgeldes und die Nichtverleihung des römischen Bürgerrechts – einer ansonsten mit der ehrenvollen Verabschiedung einhergehenden Privilegierung – zur Folge. Im Umkehrschluss ist Heinz Bellen in seiner Abhandlung der Auffassung, dass aufgrund der unrühmlichen Auflösung der kaiserlichen Leibgarde die Konsequenz für Rom daraus bestand, dass die heimkehrenden Germanen nun unter Iulius Civilis im Bataveraufstand aktiv gegen die römische Besatzung in Niedergermanien vorgingen.
Die indirekte Nachfolge der aufgelösten Institution traten die ebenfalls vor allem aus Germanen rekrutierten Equites singulares Augusti an. 